# Desvio (estatística)
Em estatística, o desvio é uma qualidade estatística de ajuste para um modelo que é usado frequentemente para testes estatísticos de hipóteses. É uma generalização da ideia de usar a soma dos quadrados dos resíduos no método dos mínimos quadrados aos casos em que o modelo de ajuste é conseguido por máxima verossimilhança.

## Definição
O desvio para um modelo M0, com base em um conjunto de dados y, é definido como:
{\displaystyle }
Onde {\displaystyle } indica os valores ajustados dos parâmetros no modelo de M0, enquanto {\displaystyle } indica os parâmetros ajustados para o modelo saturado: ambos os conjuntos de valores ajustados são funções implícitas das observações y. Aqui, o modelo saturado é um modelo com um parâmetro para cada observação, de modo que os dados são ajustados exatamente. Esta expressão é simplesmente −2 vezes o raio da log-verossimilhança do modelo reduzido comparado com o modelo completo. O desvio é utilizado para comparar dois modelos – em particular no caso de modelos lineares generalizados (MLG), onde ele tem um papel semelhante a variância residual da ANOVA em modelos lineares.
Suponha que, no âmbito do MLG, temos dois modelos aninhados, M1 e M2. Em particular, suponha que M1 contenha os parâmetros em M2 e k parâmetros adicionais. Em seguida, sob a hipótese nula de que M2 é o verdadeiro modelo, a diferença entre os desvios para os dois modelos segue de modo aproximado uma distribuição qui-quadrado com k graus de liberdade.
Alguns usos do termo "desvio" podem ser confusos. De acordo com Collett:
| “               | "a quantidade {\displaystyle } é por vezes referida como um desvio. Isto é [...] inapropriado, uma vez que ao contrário do desvio utilizado no contexto da modelagem linear generalizada, {\displaystyle } não mede o desvio de um modelo que é um perfeito ajuste aos dados." No entanto, uma vez que o principal uso é na forma da diferença dos desvios de dois modelos, essa confusão na definição não é tão importante. | ” |
| — David Collett | |   |